# Reformatského reakce
Reformatského reakce je organická reakce, při níž kondenzuje aldehyd nebo keton s α-haloesterem za přítomnosti zinku a vytvoří se β-hydroxyester:
Organozinečnatý reaktant, také nazývaný „Reformatského enolát“, se připravuje reakcí alfa-haloesteru s práškovým zinkem. Reformatského enoláty jsou méně reaktivní než lithné enoláty nebo Grignardova činidla a nedochází tak k nukleofilním adicím na esterové skupiny.
Bylo vydáno několik prací zabývajících se touto reakcí.

## Struktura reaktantu
Byly určeny krystalové struktury tetrahydrofuranových komplexů Reformatského činidel terc-butyl bromzinkacetátu a ethylbromzinkacetátu. Obě tyto látky vytvářejí v pevném skupenství cyklické osmičlenné dimery, mají však odlišnou stereochemii: osmičlenné kruhy ethylového derivátu zaujímají vaničkovou konformaci, mají bromové skupiny v poloze cis a cis-tetrahydrofuranové ligandy, zatímco u terc-butylové sloučeniny má kruh židličkovou konformaci a bromové skupiny i tetrahydrofuranové ligandy se nacházejí v poloze trans.
|                           |                                  |
| dimerethylbromzinkacetátu | dimer terc-butyl bromzinkacetátu |

## Mechanismus
Zinek se oxidační adicí naváže na vazbu uhlík-halogen v molekule α-haloesteru 1. Vzniklá sloučenina se dimerizuje a přesmykuje na dva zinečnaté enoláty 2. Kyslík v molekule aldehydu nebo ketonu se koordinuje se zinkem za vzniku šestičlenného přechodného stavu s židličkovou konformací 3. Následně proběhne přesmyk, v němž se zinek přesune na karbonylový kyslík a vznikne vazba uhlík–uhlík 4. Přidání kyseliny vede k odštěpení zinku 5,6 a tvorbě zinečnaté soli a β-hydroxy-esteru 7.

## Obměny
Při jedné z variant Reformatského reakce reaguje jodolaktam s aldehydem a triethylboranem v toluenu při -78 °C.